# Crus
Os crus são um grupo étnico do interior da Libéria. A sua história é marcada por um sentido forte de etnicidade e de resistência à ocupação. Em 1856 quando parte da Libéria era ainda conhecida como a independente República de Maryland, os crus juntamente com os grebos resistiram aos esforços dos colonos de Maryland para controlar o seu comércio. Eram igualmente conhecidos entre os esclavagistas europeus como sendo especialmente aversos à captura.
São um grupo distinto dos crumenes (por vezes chamados igualmente crus), um subgrupo dos grebos, que vive junto à costa. 
A sua reputação era tal que o seu valor como escravos era menos que o de qualquer outro povo africano, dado que a qualquer momento poderiam tentar escapar ou preferir a morte à escravidão. 
Os crus representam apenas 7% da população da Libéria. A sua língua é uma das principais línguas faladas no país. Os crus são um dos três principais grupos presentes nas actividades sócio-políticas liberianas, juntamente com os crânes e os manos.
Vários crus se tornaram famosos, incluindo a ex-estrela do futebol George Weah e o evangelista cristão Samuel Morris, conhecido originalmente como Kaboo. A actual presidente liberiana Ellen Johnson-Sirleaf é de origem mista crua, gola e alemã.